# Joseph A. Wright
Joseph A. Wright (Washington, Pennsylvania, 1810. április 17. – Berlin, 1867. május 11.) az Amerikai Egyesült Államok szenátora (Indiana, 1862–1863).